# Erich Walther (Schauspieler)
Erich Walther (* 18. Mai 1930 in Frankfurt am Main; † 7. November 2005 ebenda) war ein deutscher Schauspieler.

## Leben
Walther war zunächst Postbeamter, bevor er zum Theater ging. Er gehörte seit August 1971 zum Ensemble des Frankfurter Volkstheaters. In rund 9000 Vorstellungen stand er auf der Bühne und spielte dabei etwa 170 Rollen, darunter über 200 Mal den Hieronymus Muffel in Adolf Stoltzes Lokalschwank Alt-Frankfurt. Wegen seiner großen Wandlungsfähigkeit war er beim Publikum sehr beliebt: Er spielte ernste Rollen wie komische, verkörperte Bürger ebenso wie Diener, sprach Hochdeutsch oder Frankfurter Dialekt.
Bereits vor seinem Engagement beim Frankfurter Volkstheater gründete er das Frankfurter Ensemble, eine Gruppe von Laienschauspielern, die er bis kurz vor seinem Tod betreute. 1976 erhielt er für diese Arbeit den Ehrenbrief des Landes Hessen.
Auch seine Frau Irmgard Walther, seine Tochter Sylvia Tietz und sein Sohn Andreas Walther-Schroth sind Schauspieler.
Walther starb am 7. November 2005 nach schwerer Krankheit. Seine letzte Rolle war die des Rabbi im Musical Anatevka.